# Aitor Egurrola
Aitor Egurrola y Leizeaga (Barcelona, 24 de junio de 1980) es un exjugador de hockey patines español, que disputó 23 temporadas como profesional, todas ellas en el FC Barcelona.

## Trayectoria
Se inició en el hockey patines jugando en el HCP Castelldefels, equipo desde el que la temporada 1992/93 pasó a jugar en la UE Horta. Después de tres años, fichó por el FC Barcelona. La temporada 1998/99 se estrenó en categoría absoluta como portero suplente y hasta el día de hoy ha formado parte del equipo azulgrana. Además, ha sido internacional por la selección española, consiguiendo trofeos como el Campeonato de Europa o la Copa de las Naciones.
El 28 de febrero de 2016 con la consecución de la Copa del Rey, alcanza el 59.º título de su palmarés, el primero como capitán del equipo, convirtiéndose en el jugador más laureado de la historia del club.
Al retirarse tenía en su haber 78 títulos oficiales.

## Palmarés

### FC Barcelona
- 11 Copas de Europa: 1999/00, 2000/01, 2001/02, 2003/04, 2004/05, 2006/07, 2007/08, 2009/10, 2013/14, 2014/15, 2017/18
- 4 Copas Intercontinentales: 2005/06, 2008/09, 2014/15, 2018/19
- 11 Copas Continentales: 1999/00, 2000/01, 2001/02, 2003/04, 2004/05, 2005/06, 2006/07, 2007/08, 2009/10, 2015/16, 2018/2019
- 21 OK Ligas / Ligas españolas: 1998/99, 1999/00, 2000/01, 2001/02, 2002/03, 2003/04, 2004/05, 2005/06, 2006/07, 2007/08, 2008/09, 2009/10, 2011/12, 2013/14, 2014/2015, 2015/16, 2016/17, 2017/18, 2018/2019,  2019/20, 2020/21
- 12 Copas del Rey / Copas españolas: 2000, 2002, 2003, 2005, 2007, 2011, 2012, 2016, 2017, 2018, 2019, 2022
- 11 Supercopas españolas: 2003/04, 2004/05, 2006/07, 2007/08, 2010/11, 2011/12, 2012/13, 2013/14, 2014/15, 2017/2018, 2020/2021
- 1 Copa de la CERS: 2005/06
- 3 Copas Ibéricas: 1999/00, 2000/01, 2001/02
- 2 Ligas catalanas: 2018/2019,2019/20

### Selección española
- 2 Campeonatos de Europa
- 2 Copas de Naciones